# Congrès universel d'espéranto de 1938
Pour un article plus général, voir Congrès universel d'espéranto.
Le congrès universel d’espéranto de 1938 est le 30e congrès universel d’espéranto, organisé en août 1938, à Londres au Royaume-Uni. 